# لنینسکویه (قزاقستان)
لنینسکویه ((به قزاقی: Ленин)) یک منطقه مسکونی در قزاقستان است که در استان پاولودار واقع شده است. لنینسکویه ۹۹۷۲ نفر جمعیت دارد.